# 裴宣

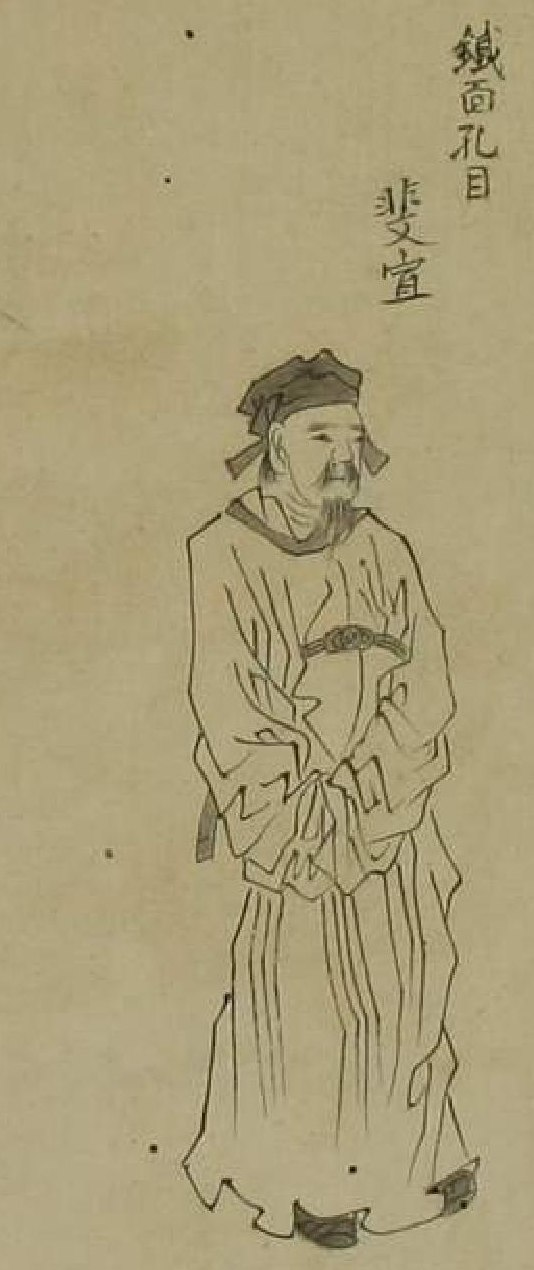
裴宣

裴 宣（はい せん）は、中国の小説で四大奇書の一つである『水滸伝』の登場人物。
梁山泊第四十七位の好漢で、地正星の生まれ変わり。元は孔目（裁判官）を務めており、真面目かつ厳格な性格で、公明正大な裁判を行ったため鉄面孔目（てつめんこうもく）と渾名される。色白で体格は固太り。双刀の使い手でもある。紆余曲折の末、梁山泊に入った後は学問の才と、抜群の事務処理能力を買われて、梁山泊の事務処理、人事、規則の整備、軍の編成等を担当し、梁山泊が山賊集団から一軍事組織へ脱皮するのに大きな役割を果たした。

## 生涯
裴宣ははじめ京兆府で孔目を務めていたが、真面目で清廉な人となりがかえって災いし、悪官である知府に罪をでっち上げられ沙門島へ流罪の憂き目に遭ってしまう。しかし途中、飲馬川を通過した際、土地の山賊である鄧飛、孟康に救出され、彼らに請われてそのまま首領におさまった。後に、故郷の薊州に帰ったきり音信不通の公孫勝を捜しに来た梁山泊の戴宗と、彼に同行していた鄧飛の昔馴染み楊林が山塞に立ち寄り、梁山泊の名声を聞いていた裴宣は仲間入りを志願、さらに後、薊州から戻った戴宗たちに従って、仲間と共に梁山泊に入山した。
梁山泊入山後は、その法学知識と事務処理能力を買われ、軍政司に任命される。まず、梁山泊内での様々な規則と論功賞罰の規定を作成し、公布した。さらに塞内の人員を調査して名簿に纏め、合戦に際して動員可能な人数を把握した。その後も事務、人事の実質の責任者として、梁山泊内で人事異動が行われると、裴宣がこれを公布し、合戦の際の部隊の編成、戦後の論功行賞を担当し、梁山泊では無くてはならない大きな役割を担った。また、恰幅がよく上品な身なりをしていたので、役人に変装して計略に参加することもあった。
百八星集結後も引き続き軍政司を務め、官軍との戦いや、招安後の戦いでも引き続き、同じ職務を担った。王慶征伐の戦いでは、敵の捕虜になり、拷問されながらこれに屈さない胆力を見せた。方臘討伐後も生き残り、生き残った頭領たちを朝廷に報告する上奏文を作成、凱旋後は武奕郎、都統領の位を授かるが、汚職に塗れた朝廷の現状を知っていたからか、宮仕えを潔しとせず、楊林とともに飲馬川に隠棲し、そこで穏やかな余生を過ごした。